# 馬曉晴 (香港)
馬曉晴（英文：Maisy Ma，1999年11月18日—），香港藝人、節目主持，前香港女子花式溜冰運動員，是第一位於國際比賽獲獎的香港女子花式溜冰運動員，有「港版石原里美」之稱。

## 簡歷

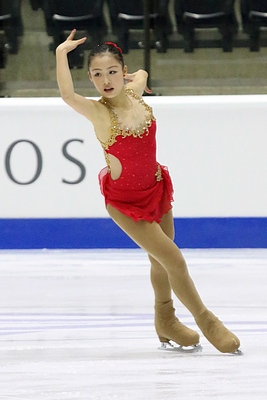
馬曉晴參加花式溜冰比賽（2015年）

馬曉晴於香港出世，3歲移居北京，曾就讀北京哈羅英國學校。她於13歲移居美國，並在2017年美國科羅拉多州 Cheyenne Mountain High School 高中畢業。後來她只用兩年半時間便完成4年傳播學理學士學位，畢業於馬薩諸塞大學阿默斯特分校。
馬曉晴自小接受花式溜冰訓練，10歲時奪得全國青少年錦標賽銀牌，2010年到2017年（除2015年外）都得到香港錦標賽冠軍。她13開始代表香港在世界各地比賽，最好成績是於2016 Reykjavik International Games為香港奪得銀牌。2017年亞洲冬季運動會，她被香港隊選為開幕禮持旗手，最後得第10名。
大學畢業後，她返回香港開始事業。現時是一個節目主持，香港花式溜冰青年隊教練及司儀。此外，她還有不少廣告代言的工作。

## 演出

### 節目主持（港台電視）
- 2022年：《味之天下・中華色香味》（第2、3、6、9、10集）
- 2019年：《文化長河 - 江山行》（第3、5集）

### 節目演出（無綫電視）
- 2022年：《北京冬季奧運會》主持
- 2022年：《脫毒要識Do》（嘉賓）
- 2021年：《真·女神轉身》（第1集嘉賓）
- 2022年：《Show出脫毒新作風》（嘉賓）

### 節目演出（ViuTV）
- 2022年：《姊妹們的國際市場》（固定嘉賓）
- 2023年：《無限試煉場》主持

### 節目演出（HOY TV）
- 2023年：《杭州亞運會》主持
- 2024年：《深圳地圖》主持
- 2024年：《深圳地圖2》主持

### 節目主持（其他）
- 2021年：《浪琴表香港國際賽事特輯》

### 廣告代言
- 2023年：Tempo水梨花系列[2]
- 2022年：Aerie
- 2018年：李健駕駛學校

### 司儀
- 2022年：香港世界桌球大師賽2022 （粵/英）
- 2022年：香港超級足球聯賽記者會 （英）

## 個人生活
2024年末，英國《太陽報》報道馬曉晴的男友是英國著名桌球運動員贾德·特鲁姆普。特鲁姆普之後於2024年12月透過優才計劃成為香港居民。

## 外部連結
- 馬曉晴的Facebook專頁
- 馬曉晴的Instagram帳戶